# Anticatalanismo
O anticatalanismo ou a catalanofobia é a aversão à Catalunha, à cultura e língua catalãs ou aos mesmos catalãesns. Indica o Dicionário da língua catalã do IEC, catalanofòbia é "uma aversão à Catalunha, aos catalães ou a tudo aquilo que é catalão".